# المدرسة الرحمانية
المدرسة الرحمانية، أول مدرسة عربية حكومية في مكة المكرمة في التاريخ الحديث.

## نشأتها
أنشئت المدرسة الرحمانية باسم (المدرسة الخيرية التحضيرية الهاشمية) عام 1330هـ في عهد إمارة الشريف الحسين بن علي - قبيل ثورته العربية التي أصبح بعدها ملكًا على الحجاز- وكانت نواتها مدرسة محمد حسين بن يوسف الخياط الخيرية (النجاح 1326هـ) وكانت من أشهر المدارس الخيرية الوطنية في مكة المكرمة، والمدرسة الأخيرة ذكرها وأشاد بها محمد عبد الرحمن الشامخ في كتابه (التعليم في مكة والمدينة آخر العهد الهاشمي).
فكر الشريف الحسين بن علي في إنشاء مدرسة حكومية عربية تلبي تطلعات المجتمع المكي خاصة مع وجود المدرسة الرشدية العثمانية ومثيلتها مدرسة برهان الاتحاد، وأوكل مهمة الإنشاء إلى الشيخ المكي محمد حسين خياط على أن يشكل من تلاميذ مدرسته -السابق ذكرها- المدرسة الخيرية التحضيرية الهاشمية. 

## مسمياتها
- مدرسة محمد حسين بن يوسف خياط الخيرية (النجاح عام1326هـ).
- المدرسة الخيرية التحضيرية الهاشمية.
- مدرسة المسعى عدلت إلى هذا المسمى 6/29/ 1335هـ ضمن مرحلة مدارس الأحياء التي أسسها الشريف الحسين بن علي وهي: (مدرسة المعلاة، مدرسة الشامية، مدرسة حارة الباب).
- المدرسة الرحمانية عام 1355/1354هـ في عهد الملك عبد العزيز.

## موقعها
كان موقع المدرسة الرحمانية في عهد الحسين بن علي في المسعى في مبنى كان يعلو دكاكين من أملاكه مقابل باب السلام وقد اتفق على تحديد موضعها كلاً من أحمد السباعي في كتابه (تاريخ مكة)، ومحمد عمر رفيع في كتابه (مكة في القرن الرابع عشر)، ثم انتقل مبناها إلى الصفا، وبعد مشروع توسعة الحرم عام 1375هـ نُقل مبنى المدرسة إلى حي القرارة في المبنى الذي كانت تشغله وزارة المعارف (المبنى ذي النجوم)، ونُقل بعد ذلك إلى ريع أطلع بحي الغزة ن حيث ضمت الرحمانية مع مدرسة ( المعتصم المحدثة) في مبنى بحي (شعب علي)، ثم نقلت المدرسة في عمارة مستأجرة حتى انتهاء مبناها الحكومي في الحي ذاته- حي الهجرة-. 

## أشهر معلميها وخريجيها

### المعلمون
- محمد علي مالكي.
- أحمد السباعي.
- حسين مرداد.
- محمد طاهر كردي.
- إبراهيم وهبي.

### الخريجون
- الشريف طلال بن عبدالله بن الحسين ( ملك الأردن).
- الشريف غازي بن فيصل بن الحسين.
- عبد الرؤف صبان.
- محمد سرور صبان.
- عمر مهدي أبو شال.
- حسن بن عبد الله آل الشيخ.

## مؤلفات تحدثت عنها
- تاريخ مكة وكتاب أيامي لأحمد السباعي.
- مكة في القرن الرابع عشر الهجري لمحمد عمر رفيع.
- ذكريات مدرس و تربية النشء في المنزل والمدرسة والمجتمع لعبد الرحمن بكر صباغ.
- شبه الجزيرة في عهد الملك عبد العزيز لخير الدين الزركلي.
- الانطلاقة التعليمية في المملكة العربية السعودية لعبد الله بغدادي.
- لمحات عن التعليم وبداياته في المملكة العربية السعودية لعبد العزيز آل الشيخ.
- رحلة العمر لمحمد عبد الحميد مرداد.
- إقليم الحجاز وعوامل نهضته الحديثة لإبراهيم الفوزان.
- الرحمانية الابتدائية لخالد بن محمد الحسيني.

بدأ المؤلف في فكرة تأليف الكتاب عن المدرسة الرحمانية عندما رشح لإدارتها من الإدارة العامة للتعليم بمنطقة مكة المكرمة التابعة لوزارة المعارف آنذاك، فبدأ بتتبع تاريخ المدرسة من خلال سجلاتها الباقية وما كُتب عنها في الصحافة وما يقال على لسان معلميها القدامى، وبعد ذلك نشر خبر صحفي في جميع الصحف المحلية للتواصل مع معلمي المدرسة وطلابها وكل من يعرف عنها شيء يفيد في جمع المادة العلمية للكتاب والتي اجتمعت من أبناء المملكة من مختلف مناطقها بل ومن خارجها. كما احتفل مدير المدرسة بتشجيع ودعم من وزير المعارف حين ذاك محمد أحمد الرشيد وبدعم من المحسنين بمناسبة مرور تسعين عام على إنشاء المدرسة وبحضور طلاب المدرسة القدامى.

## وصلات خارجية
- الرحمانية..أقدم مدرسة حكومية بتعليم مكة سيرة وتاريخ
- الرحمانية.. أقدم مدرسة حكومية بتعليم مكة تتخطى القرن